# Milan Kreslin
Milan Kreslin, slovenski računovodja in glasbenik, * 1. februar 1928, Prelog, Hrvaška.
Bil je član več glasbenih zasedb, med njimi jazz ansambla v Beltinci ter etno zasedbe Beltinška banda. Leta 2018 je ob 90. rojstnem dnevu pri Založbi Kreslin izdal svoj prvi album Milan Kreslin. Ob izidu je bil tudi najstarejši avtor samostojnega albuma v Sloveniji. Je oče slovenskega glasbenika Vlada Kreslina.